# Кривава права рука
«Кривава права рука» (англ. Red Right Hand) — художній фільм режисерів Яна Нелмса та Ешома Нелмса. Головні ролі у фільмі виконали Орландо Блум та Енді Макдавелл.

## Сюжет
Кеш намагається жити доброчесним життям зі своїм овдовілим шурином Фінні та племінницею Саванною в Аппалачі-Гіллс в окрузі Одім. Коли місцевий кримінальний бос Квінпін «Біг Кет» змушує його повернутися до незаконних справ, щоб розплатитися з боргами Фінні, Кеш використовує будь-які засоби — навіть убивство, щоб захистити своє місто та єдину сім'ю, яка в нього залишилася. У міру того, як шлях стає все важчим, Кеш виявляється втягнутим у кошмар, що стирає межі між добром і злом.

## У ролях
- Орландо Блум — Кеш
- Енді Макдавелл — Квінпін «Біг Кет»
- Скотт Гейз — Фінні
- Гаррет Діллагант — Вайлдер
- Мо Макрей — помічник шерифа Дюк Паркс
- Браян Герагті — шериф Холістер
- Чапел Оукс — Саванна
- Кеннет Міллер — Бак.
- Ніколас Логан — Лані

## Виробництво
Головні ролі у фільмі виконали Орландо Блум та Енді Макдавелл. У квітні 2022 року до акторського складу приєдналися Скотт Гейз, Гаррет Діллагант, Мо Макрей, Браян Герагті, Чапел Оукс, Кеннет Міллер та Ніколас Логан.
Зйомки проходили у квітні 2022 року в Кентуккі в містах: Кемпбеллсбург, Шепердсвілль і Нью-Касл.
У травні 2022 стало відомо, що прокатом фільму в США займеться компанія Redbox Entertainment.